# Grotte du Figuier (Saint-Martin-d'Ardèche)
Pour les articles homonymes, voir Figuier (homonymie).
 (septembre 2008).
La grotte du Figuier est un site préhistorique comprenant un gisement archéologique important et une grotte ornée du Paléolithique supérieur. Il se trouve sur la commune de Saint-Martin-d'Ardèche (Ardèche).

## Situation
La grotte se trouve en rive gauche de la rivière Ardèche, à la sortie aval des gorges de l'Ardèche, à 2,5 km au nord-ouest de Saint-Martin-d'Ardèche. Elle est à l'extrémité sud-est de la réserve naturelle des Gorges de l'Ardèche.
Les gorges de l’Ardèche sont parsemées d'une grand nombre de grottes, dont la grotte Chabot à 300 m en amont du Figuier en rive gauche, une grotte ornée célèbre : c'est la première grotte dont l'ancienneté de l'art a été reconnue, en 1878.

## Description
La grotte se trouve au pied d’une falaise calcaire, à 39 m au-dessus de la rivière soit à 89 m d'altitude.
Elle est précédée d'une longue terrasse partiellement abritée par son vaste porche orienté sud, haut de 8 m. On trouve ensuite une première salle rectangulaire d'environ 12 m de profondeur, prolongée par un diverticule de 25 m de long dont les rétrécissements forment deux salles distinctes (salle 2 et salle 3), et qui débouche sur l'extérieur par une étroite diaclase.

## Le gisement archéologique
Le vaste porche d'entrée, fouillé à partir de 1878, a livré des occupations du Moustérien (type Quina oriental), de l'Aurignacien (lames aurignaciennes et lamelles Dufour), du Solutréen (S. ancien à pointes à face plane, S. supérieur à feuilles de laurier) et du Magdalénien supérieur (sagaies à doubles biseaux, à cannelure).
La sépulture d'un enfant âgé de cinq ans, couvert d'ocre et accompagné d'une coquille percée de Glycymeris, a été découverte dans une galerie. Elle a été rapportée au Magdalénien.

## Art pariétal
Les premières incisions de la partie ornée ont été signalées par P. Raymond en 1906, puis identifiées par H. Breuil en 1928. Des relevés sont réalisés par J. Combier en 1950, puis par L. Chabredier en 1966. Les œuvres sont dégradées et comprennent une dizaine de gravures d'animaux : 3 bisons, 2 mammouths, 1 boviné, 1 cheval, 1 capriné probable et des tracés indéterminés.
La séquence stratigraphique leur donne un âge entre 25 000 et 15 000 ans AP, oscillant entre le Gravettien supérieur et le Magdalénien. Les gravures montrent de claires affinités avec l'art de la grotte Chabot et de la grotte d'Oulen, et sont attribuées au solutréen.

## Protection
La grotte du Figuier est inscrite au titre des monuments historiques par l'arrêté du 17 mars 2017.